# Ursula Birsl

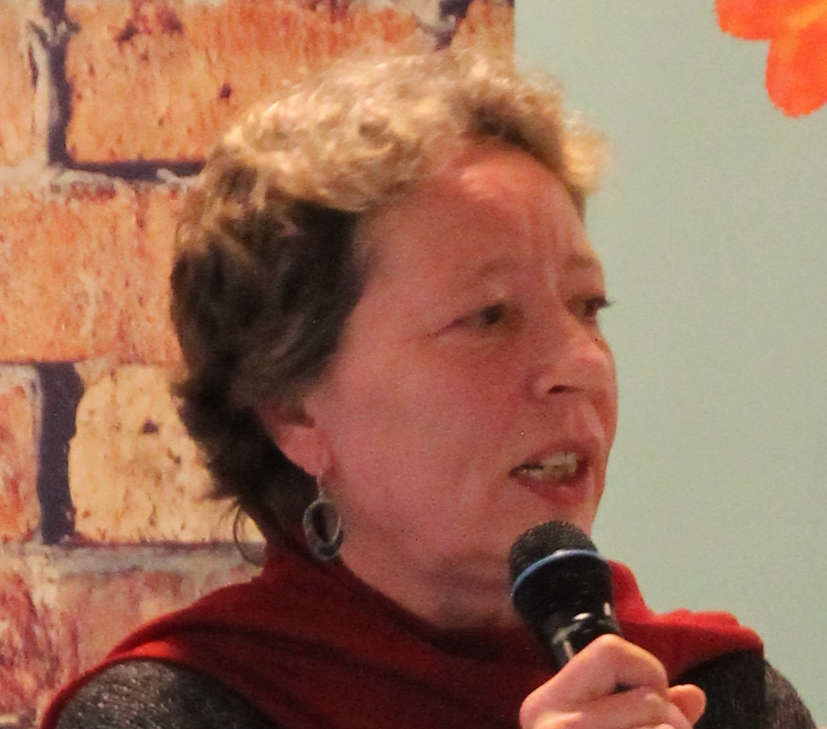
Ursula Birsl, 2019

Ursula Birsl (* 1962) ist eine deutsche Politikwissenschaftlerin. Sie ist Professorin für Demokratieforschung mit den Schwerpunkten EU, Politische Systeme im europäischen Vergleich und BRD an der Philipps-Universität Marburg.

## Leben
Birsl promovierte 1993 im Fach Politikwissenschaft an der Georg-August-Universität Göttingen. Seit 2010 ist sie ordentliche Professorin an der Universität Marburg.

## Forschung
Neben ihrem Lehrstuhl für Demokratieforschung forscht und veröffentlicht Birsl zu den Themen Gender, Antifeminismus und Rechtsextremismus. Darüber hinaus beschäftigt sie sich mit Gewalt und Gewaltrhetorik gegen Migranten im Internet.
Birsl ist Vertrauensdozentin der Hans-Böckler-Stiftung.

## Veröffentlichungen (Auswahl)
- Ursula Birsl et al.: Jugendlicher Rechtsextremismus und Gewerkschaften: Lebensverhältnisse und politische Orientierungen von Auszubildenden. Springer VS, 1995. ISBN 978-3810013446.
- Ursula Birsl: Migration und Migrationspolitik im Prozess der europäischen Integration? Verlag Barbara Budrich, 2005. ISBN 978-3938094310.
- Ursula Birsl (Hrsg.): Rechtsextremismus und Gender. Verlag Barbara Budrich, 2011. ISBN 978-3-86649-388-9.
- Ursula Birsl: Rechtsextremismus: weiblich – männlich?: Eine Fallstudie zu geschlechtsspezifischen Lebensverläufen, Handlungsspielräumen und Orientierungsweisen. Springer VS, 2012. ISBN 978-3322972873.
- Ursula Birsl und Annette Henninger: Antifeminismen: 'Krisen'-Diskurse mit gesellschaftsspaltendem Potential? Transcript Verlag, 2020. ISBN 978-3837648447.